# Нікольське (Сакмарський район)

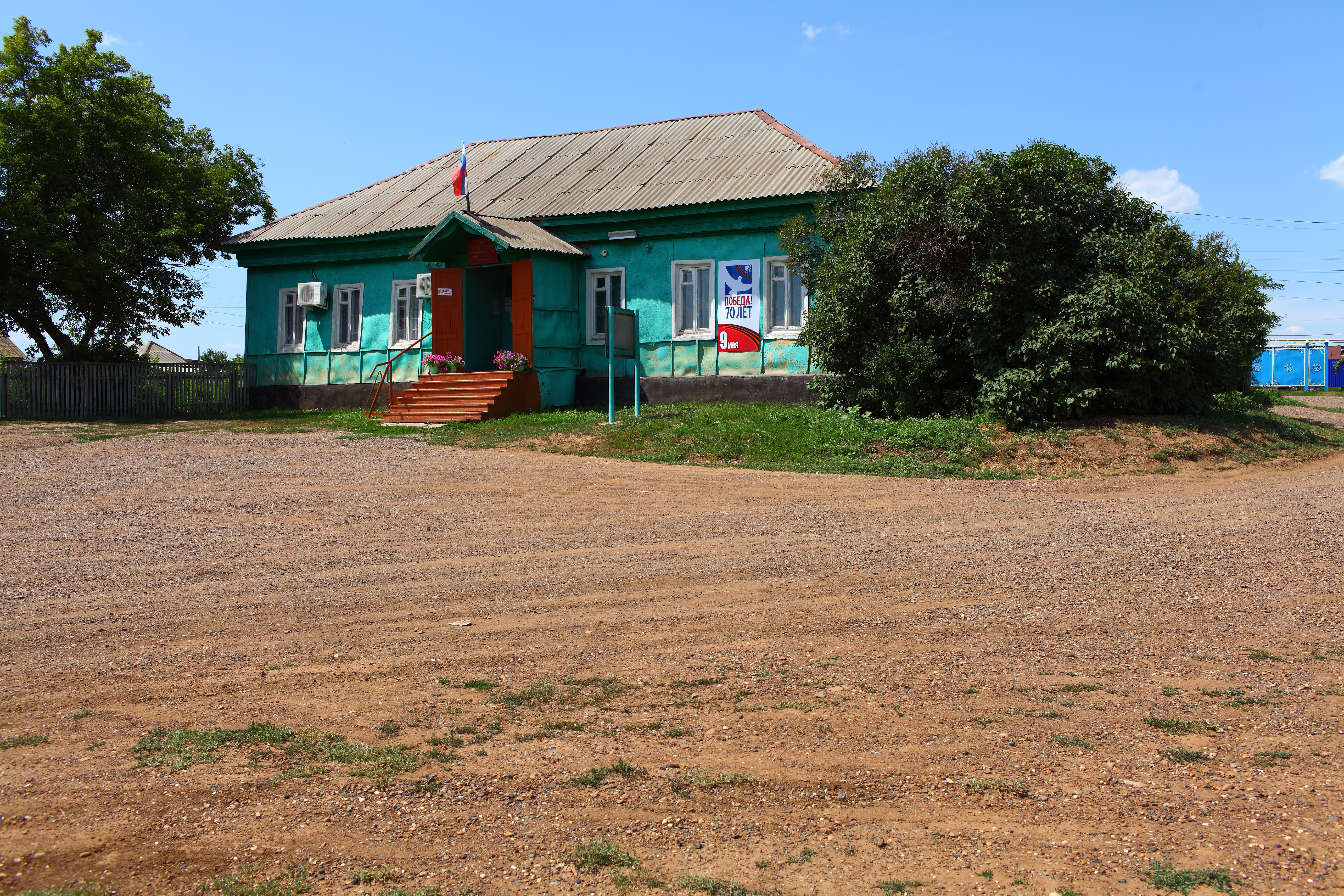
Администрация Никольского сельсовета

Ніко́льське (рос. Никольское) — село у складі Сакмарського району Оренбурзької області, Росія.

## Населення
Населення — 1600 осіб (2010; 1658 у 2002).
Національний склад (станом на 2002 рік):
- росіяни — 87 %